# Platycaulis
Platycaulis là một chi rêu trong họ Geocalycaceae.